# Aulesti
Aulesti (spanisch Murélaga) ist eine Gemeinde im spanischen Baskenland, Provinz Bizkaia. 2024 hatte die Gemeinde 643 Einwohner.

## Geografie
Aulesti liegt als Ort etwa acht Kilometer südlich der Atlantikküste in einer Höhe von ca. 90 m. Die Provinzhauptstadt Bilbao liegt etwa 30 Kilometer westlich.

## Bevölkerungsentwicklung
| Jahr      | 1970 | 1981 | 1991 | 2001 | 2011 | 2021 |
| Einwohner | 810  | 685  | 697  | 652  | 681  | 646  |

## Sehenswürdigkeiten
- Johanniskirche (Iglesia de San Juan)

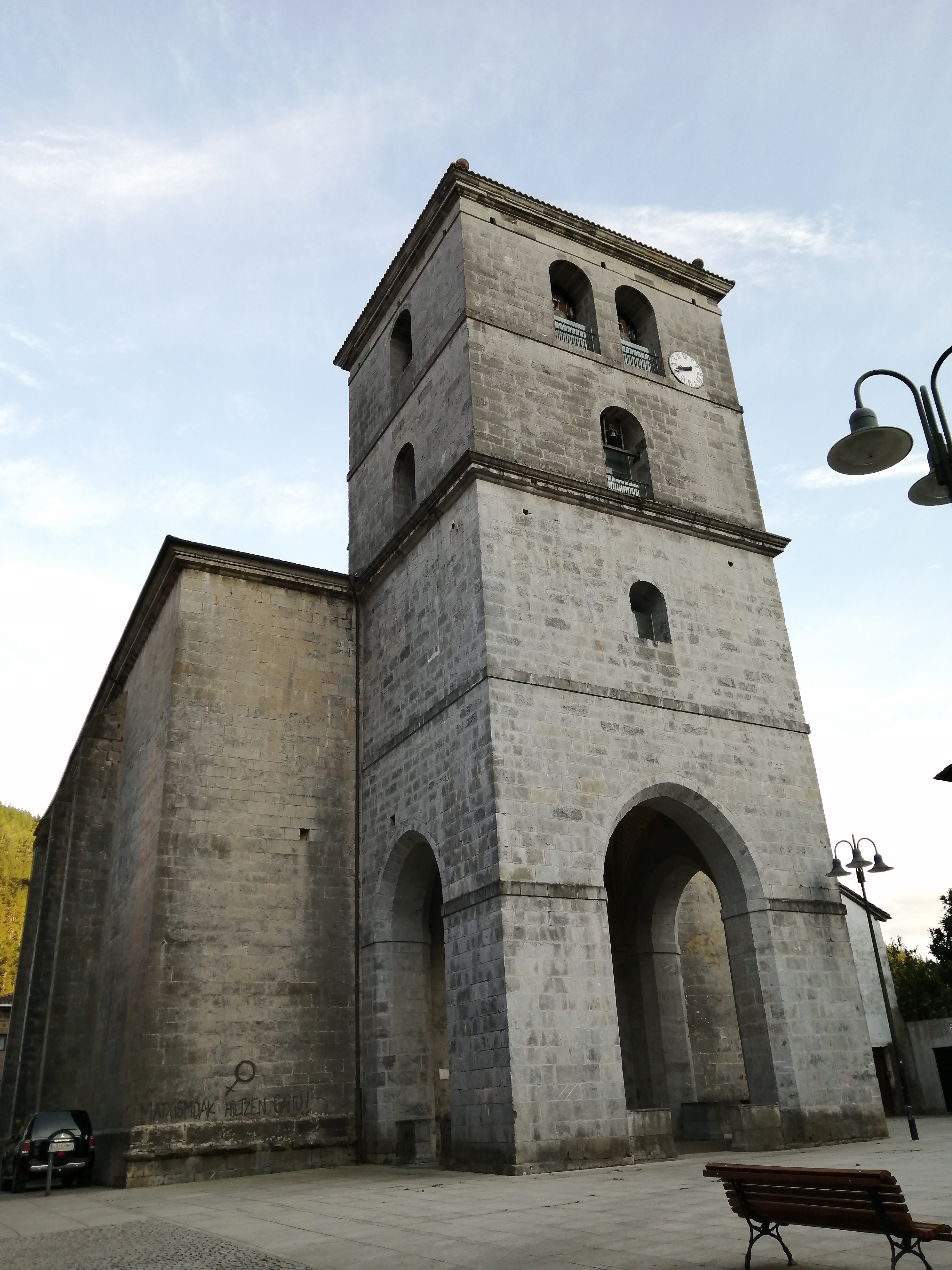
Johanniskirche
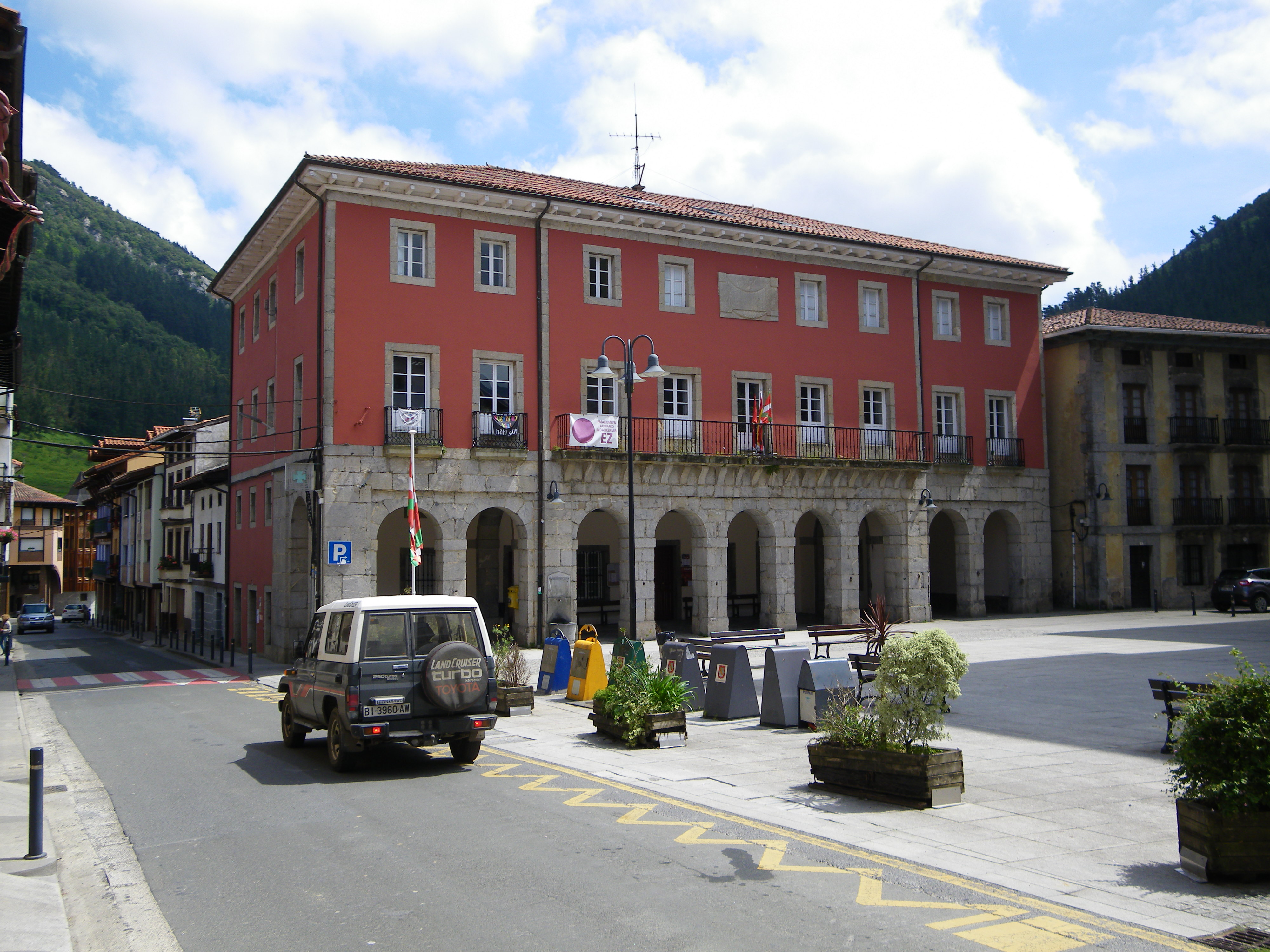
Rathaus

## Persönlichkeiten
- Martín de Barea (Lebensdaten im 16. Jahrhundert), Architekt